# 嵩阳书院
嵩阳书院，是宋代四大书院之一，在河南嵩山南麓，今登封市北约三公里处，北依嵩山主峰峻极峰，南对双溪河。是河南省省级重点文物。早在漢唐之時曾为道教藏宮庙宇、後成佛教經閣寺院，及至宋代成为儒家书院。儒家理学大师程顥、程颐二程兄弟，在此书院聚生徒数百人讲学。朝鮮開城崧陽書院亦以此命名。

## 历史
嵩阳书院原名“嵩阳寺”，为佛教场所，因在嵩山之阳而得名，始建于北魏孝文帝太和八年（484年），盛时僧众多达数百人。隋炀帝大业年间（605—618年），改为道教场所，更名“嵩阳观”。宋仁宗景祐二年（1035年），成为学府，名“嵩阳书院”。与河南商丘的商丘书院、湖南长沙的岳麓书院、江西九江的白鹿洞书院，并称“中国古代四大书院”。以后，书院一直是历代学者讲授儒家经典之地。明朝末年，书院毁于兵火。清代重修。清末废除科举制度，设立学堂，书院教育的千载历史宣告结束。
2009年10月，郑州大学设立嵩阳书院，开设国学班。

## 建筑
嵩阳书院盛时，除主体院落外，还包括周围广阔地域的多个建筑群，如位于书院东北逍遥谷叠石溪中的天光云影亭、观澜亭、川上亭，位于太室山虎头峰西麓的君子亭，位于书院西北玉柱峰下七星岭三公石南的仁智亭等。由于各种自然、人为破坏，这些建筑已损毁殆尽。
今之嵩阳书院的主题院落基本保持了清代建筑布局，南北长128米，东西宽78米，占地面积达9984平方米，共有古建筑106间。中轴分五进院落，自南向北依次为大门、先圣殿、讲堂、道统祠和藏书楼，中轴两侧以配房相连。建筑多为硬山滚脊灰筒瓦房。

### 大门

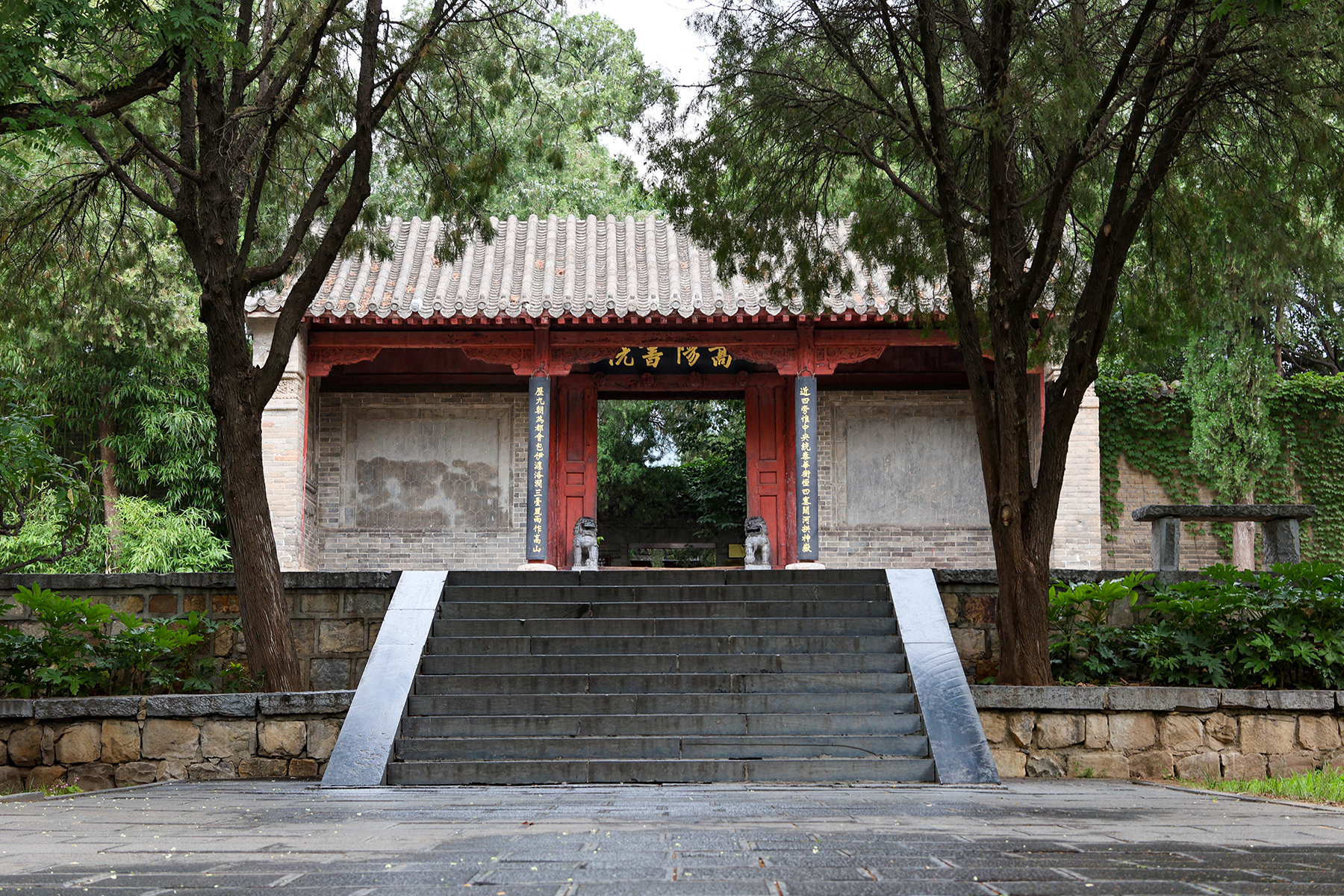
书院大门

书院大门，面阔三间，卷棚式硬山顶，门额黑底金字横匾，书“嵩阳书院”四字，原为北宋文学家、书法家苏轼题写，今匾额是当代书法家宋书范仿写。素雅大方。门两侧有清高宗弘历于乾隆十五年（1750年）游嵩山时所题柱联：
近四旁、惟中央，统泰华恒衡，四塞关河拱神岳；

历九朝，为都会，包伊瀍洛涧，三台风雨作高山。
大门后是凸形院落，构成二门。

### 先圣殿
先圣殿位于二门之后，为卷棚式硬山顶三开间建筑。门额横匾“先圣殿”三个金字。门联为：
至圣无域浑天下；

盛极有范垂人间。
先圣殿是当年学生拜祭大成至圣先师孔子之地，殿内供奉孔子立像，左右为颜子、子思子、曾子、孟子四贤之线刻像。西墙有孔子弟子七十二贤人传略和十二先哲画像；东墙有对儒学的产生、发展及影响的介绍。

### 讲堂
讲堂面阔三间、硬山卷棚式建筑，是宋代理学家程颢、程颐授课之地。门额横匾书“讲堂”二字，门联为：
满院春色催桃李；

一片丹心育新人。
殿内设有教案、课桌、课椅；东山墙上绘“二程”讲学图；西山墙有对宋代书院任教人士、书院教学特点、古代学制演变等方面的介绍。

### 道统祠
道统祠面阔三间，歇山式滚脊灰筒瓦覆顶，棂门槛窗。门额横匾书“道统祠”三字，门联为：
海纳百川有容乃大；

壁立千仞无欲则刚。
祠内供奉帝尧、帝禹、周公头像，后壁图案绘三人在嵩山地区巡狩、治水、测影等事迹。道统祠前建有泮池，上架拱桥，两侧分别刻“泮池桥”三字。

### 藏书楼
藏书楼是书院的最后一进建筑，面阔五间、硬山卷棚式顶，双层砖木结构。原藏书千余部，多已遗失。现陈列有《二程全书》《二程遗书》《中州道学编》《四书近指》《理学要旨》等，另存部分书籍的木刻板，还有嵩山地区发现的稀世珍品《唐武后金简》。

### 将军柏
嵩阳书院内有一株高二十余米，树干围十余米的古柏，已有四千五百余年树龄，仍树干苍劲，而枝叶繁茂；此柏树于西汉元封元年（前110年），被汉武帝赐封为将军柏。

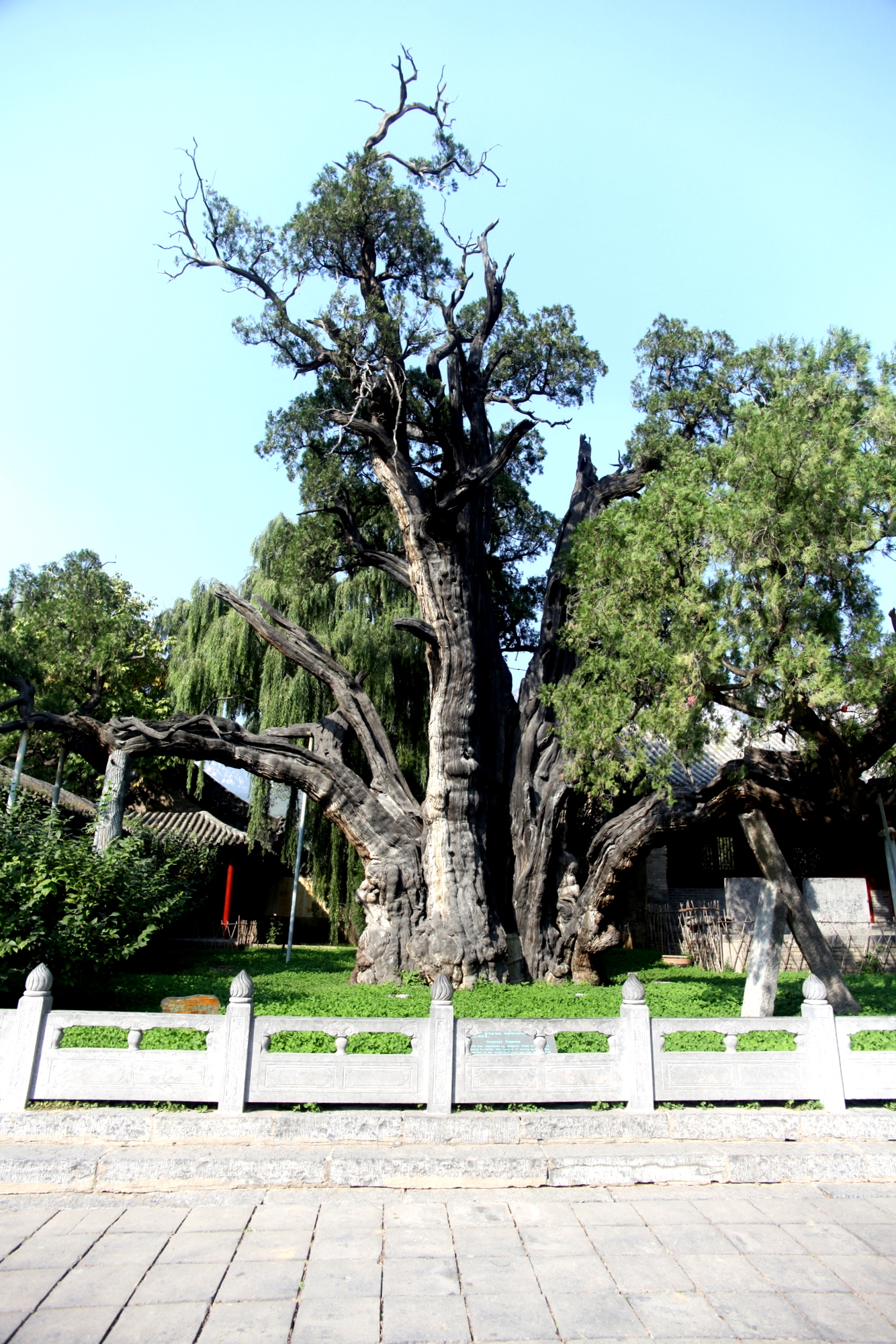
4500年树龄的将军柏

## 大唐嵩阳观纪圣德感应之颂碑
《大唐嵩阳观纪圣德感应之颂》碑，在书院大门外南侧，高9米，为嵩山一带碑制之冠。刻立于唐天宝三年（744年），记述嵩阳观道士孙太冲为唐玄宗练丹九转之事，由李林甫撰文，书法家徐浩以古隶楷书。背面和两侧有欧阳修跋文及游人题词。2001年，碑刻被列入全国重点文物保护单位名单。

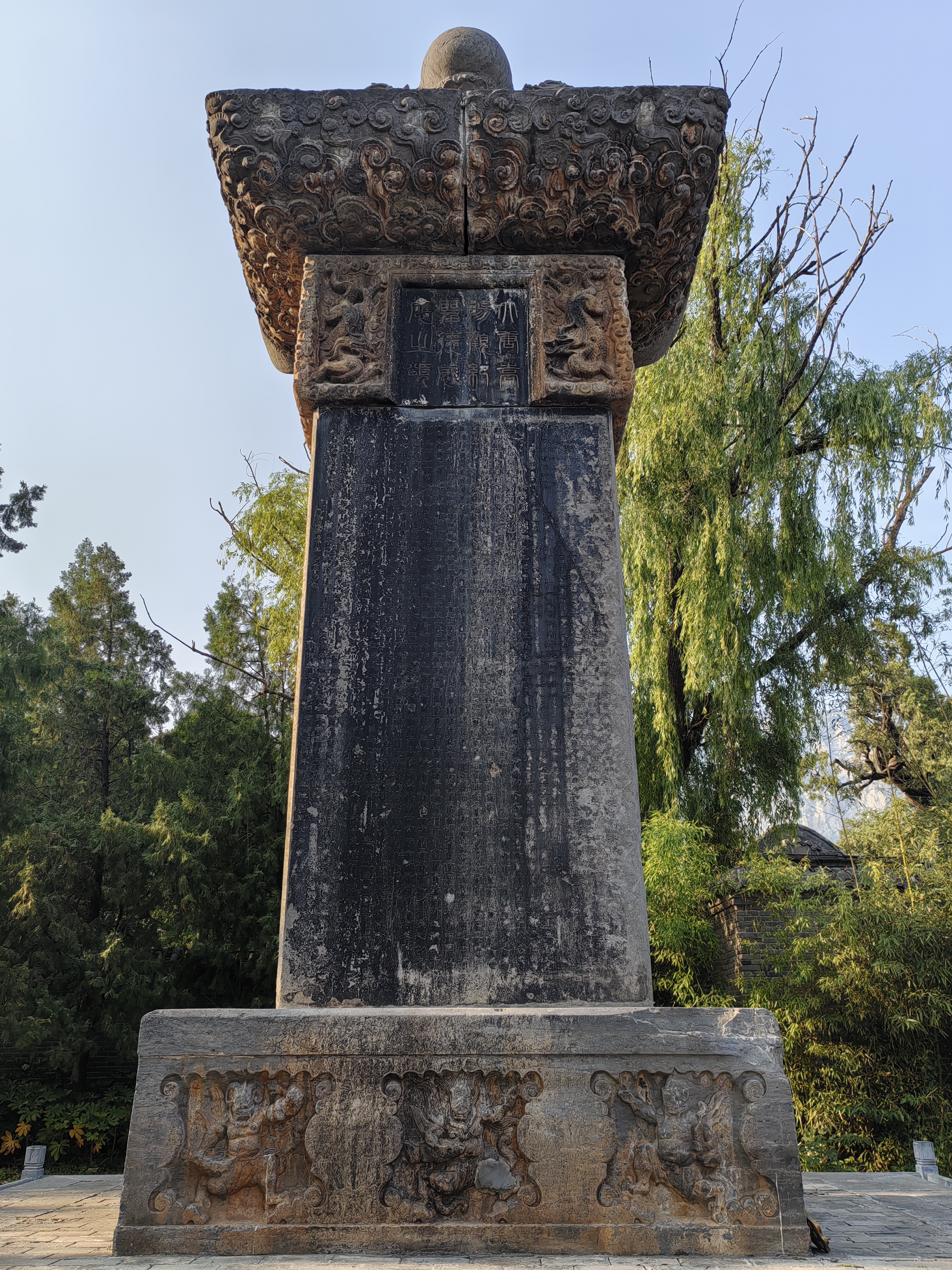
大唐嵩陽觀紀聖德感應頌碑
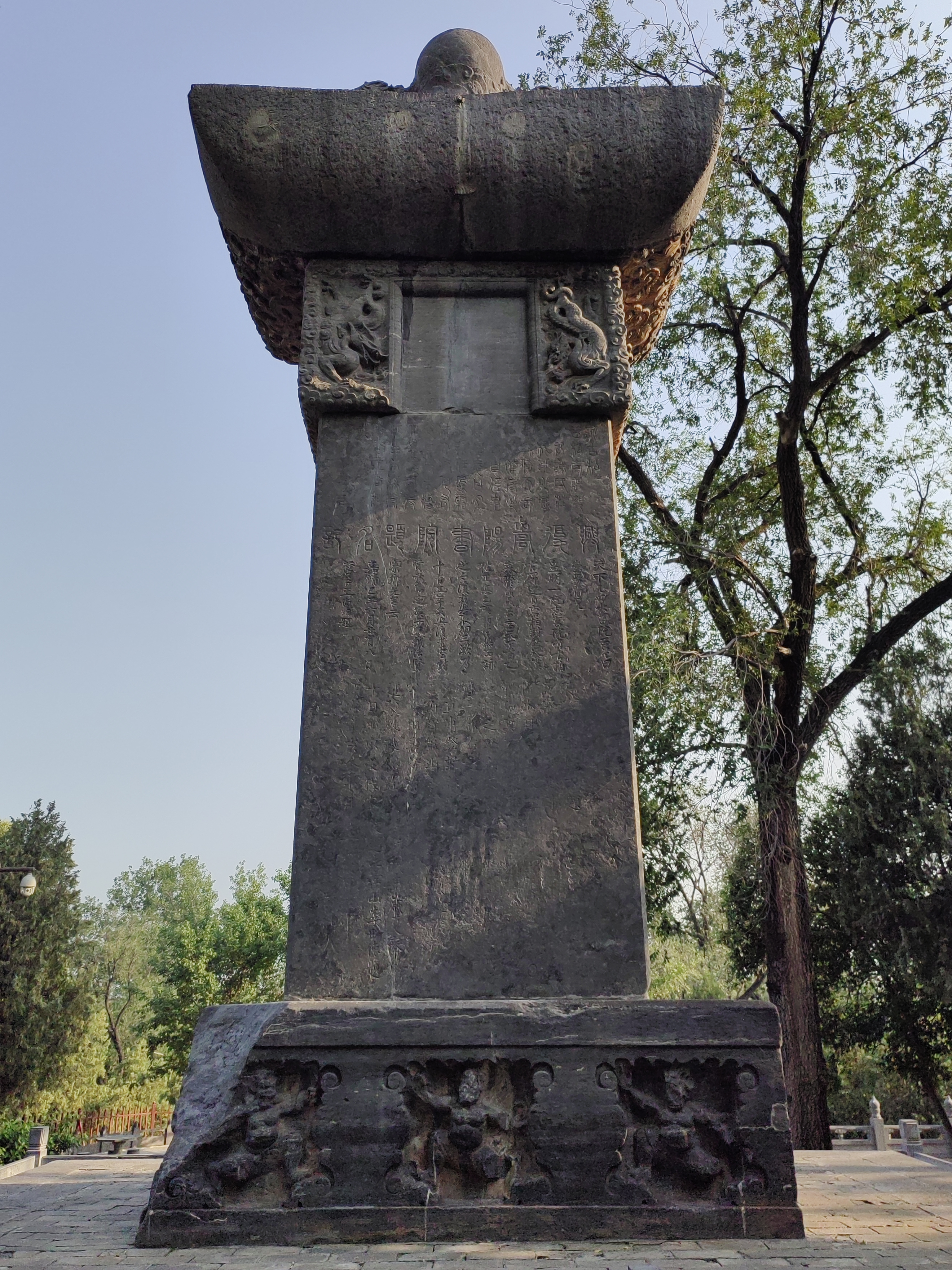
碑背面的興復嵩陽書院題名記